# Stade Léon-Bollée
Pour les articles homonymes, voir Léon Bollée et Bollée.
Le stade Léon-Bollée était un stade de football de la ville du Mans. Le club professionnel de football du Mans FC y évoluait jusqu'en janvier 2011 avant l'ouverture du nouveau stade de la ville du Mans, le MMArena le 29 janvier 2011 (renommé stade Marie Marvingt le 27 juillet 2022).
Cette enceinte pouvait accueillir 17 801 spectateurs. Elle portait le nom d'une personnalité mancelle : Léon Bollée, pionnier de la construction automobile du XIXe siècle. Une partie des anciennes tribune du stade a été démolie, à la suite de la construction du MMArena, fin février 2012. La partie du stade encore utilisée s'appelle désormais Stade Beaulieu.

## Histoire
Ce stade était situé au cœur d'un espace omnisports, créé en 1906, et qui comprenait notamment un vélodrome et une piste d'athlétisme. Il fut construit sur le "terrain de Beaulieu", pelouse destinée aux premiers joueurs de football, au début du XXe siècle. Il fut longtemps l'enceinte du club de l'Union sportive du Mans qui eut son heure de gloire durant le championnat de la France Occupée durant la Seconde Guerre mondiale.
Au fil des années, structure, capacité et infrastructures s'étoffent.
En 1971, le stade bénéficie pour la première fois d'un éclairage pour pouvoir jouer en nocturne.
Ré-inauguré en 1988 pour fêter l'accession du MUC 72 en D2, le nombre de places a été progressivement doublé sur une période de 20 ans, l'ancienne piste d'athlétisme étant supprimée. Après son dernier agrandissement en 2004 à la suite de la montée du MUC 72 en Ligue 1, il devient évident que le stade ne peut plus se développer car entouré, à la fois par d'autres infrastructures sportives mais aussi par des quartiers résidentiels.
Le stade qui a connu la victoire du MUC 72 lors de son inauguration fini son association avec ce club résident par une défaite contre Vannes 1 à 0, le mardi 21 décembre 2010.
En 2012, l'éventualité que MUC 72 revienne au stade Léon Bollée à la suite de sa rétrogradation en National à cause du loyer extrêmement élevé pour la location du MMArena a été un temps envisagé mais n'aura finalement pas lieu (la commission d'appel de la DNCG ayant finalement décidé de lever la rétrogradation administrative initialement décidée).

## Description
Ce stade était composé de 4 tribunes dont 2 couvertes (tribune SEM et tribune présidentielle Foussier Pays de la Loire). Les deux tribunes non-couvertes se nommaient tribune Auchan et tribune Maine Libre. Cette dernière était dite du Virage Sud. Elle était la tribune principale des clubs de supporters du MUC 72 accueillant les Worshippers (1992), Fanatic's (1989), et les FireSnake (2003). Pour son placement et son architecture, elle a été construite en parallèle à la cathédrale, située quelques kilomètres plus au sud. La tribune Auchan possédait, elle, un espace réservé aux supporters visiteurs.

## Galerie

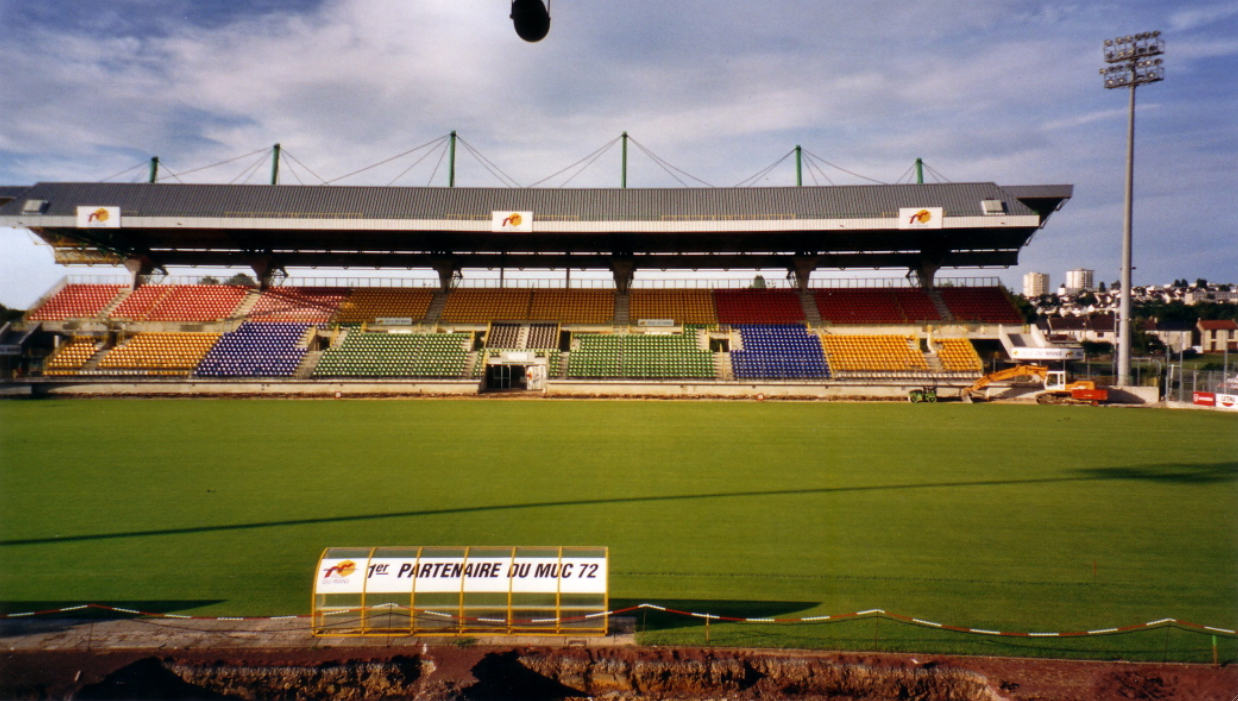
Le stade en rénovation à l'été 2003
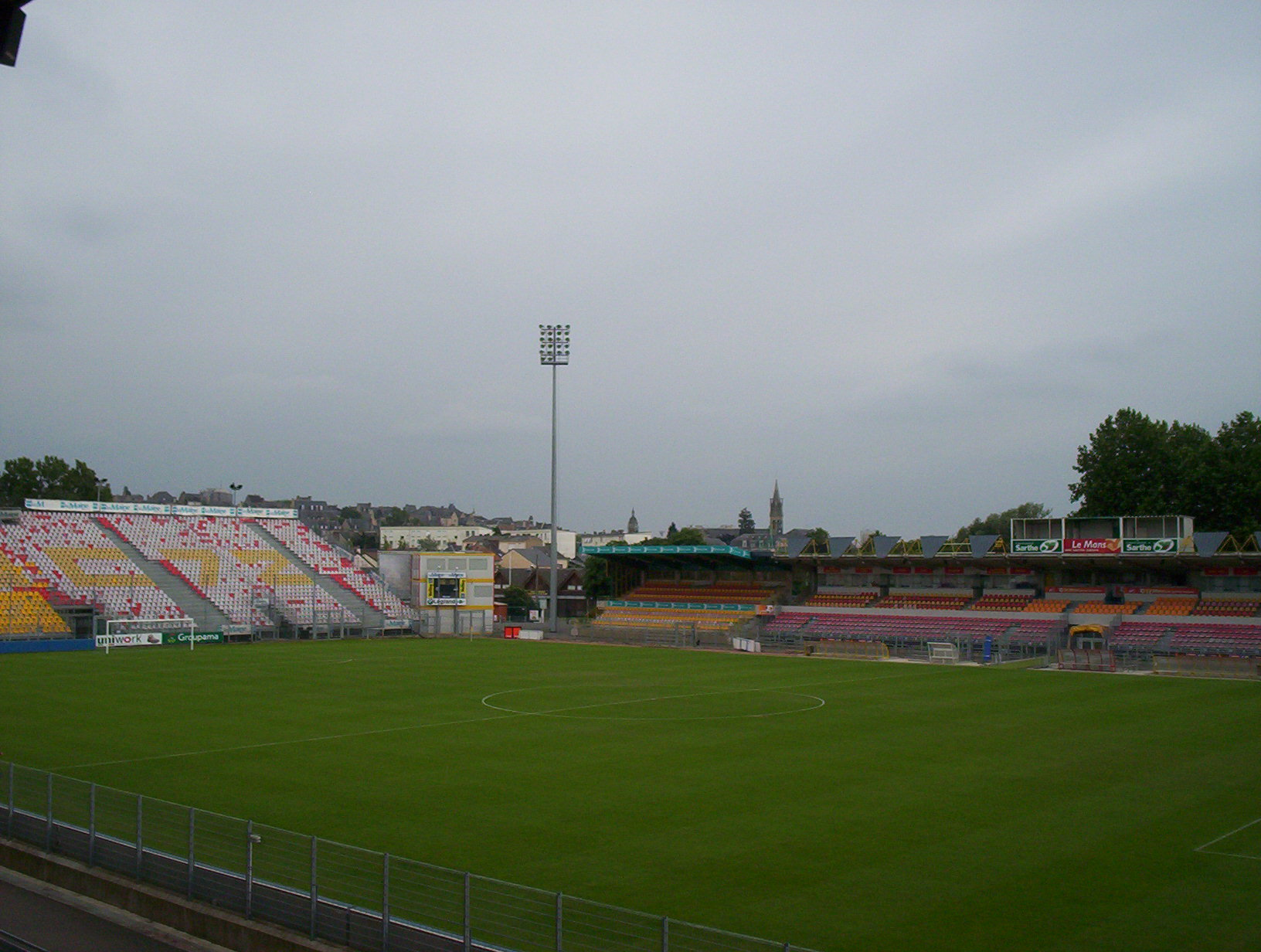
La Tribune Sud en 2007

## Utilisation

### Football

#### Matchs internationaux A
| Date             | Compétition  | Équipe 1      | Équipe 2 | Score | Affluence |
| ---------------- | ------------ | ------------- | -------- | ----- | --------- |
| 12 novembre 2005 | Match amical | Côte d'Ivoire | Roumanie | 2 - 1 | 7 000     |
| 15 novembre 2006 | Match amical | Côte d'Ivoire | Suède    | 1 - 0 | 6 500     |
| 13 octobre 2009  | Match amical | Corée du Nord | Congo    | 0 - 0 | ?         |

#### Matchs internationaux espoirs
| Date             | Compétition                       | Équipe 1 | Équipe 2        | Score | Affluence |
| ---------------- | --------------------------------- | -------- | --------------- | ----- | --------- |
| 13 octobre 1990  | Euro espoirs 1992 (éliminatoires) | France   | Tchécoslovaquie | 1 - 2 | ?         |
| 23 février 2007  | Match amical                      | France   | Danemark        | 3 - 1 | ?         |
| 16 novembre 2010 | Match amical                      | France   | Russie          | 0 - 1 | ?         |

#### Matchs internationaux féminins
| Date            | Compétition  | Équipe 1 | Équipe 2 | Score | Affluence |
| --------------- | ------------ | -------- | -------- | ----- | --------- |
| 24 octobre 1981 | Match amical | France   | Portugal | 0 - 0 | ?         |